# Xipiu diademat
El xipiu diademat (Poospiza rubecula) és un ocell de la família dels tràupids (Thraupidae).

## Hàbitat i distribució
Habita boscos i matolls a ambdues vessants dels Andes del nord del Perú.